# Sword Art Online: Hollow Realization
Sword Art Online: Hollow Realization (ソードアート·オンライン-ホロウ·リアリゼーション- Sōdo Āto Onrain: Horo Riarizēshon?) es un videojuego de rol y acción desarrollado por Aquiria y distribuida por Bandai Namco Games para PlayStation 4, PlayStation Vita y Microsoft Windows, basada en la serie de novelas ligeras Sword Art Online. Es el cuarto videojuego de la serie y el sucesor de Sword Art Online: Lost Song.
Hollow Realization se lanzó el 27 de octubre de 2016 en Japón, y el 8 de noviembre de 2016 para los territorios de América del Norte y Europa. Se anunció una versión del juego para Nintendo Switch, con fecha de lanzamiento prevista para el tercer trimestre de 2019.

## Jugabilidad
A diferencia de Sword Art Online: Hollow Fragment y Lost Song, un grupo en Hollow Realization consta de cuatro personajes, incluido el jugador, en lugar de tres. Mientras que HF se juega como un juego de rol y LS como un juego de rol de acción, HR se basa en el estilo de HF, pero con elementos de acción integrados. Los personajes se pueden personalizar mediante la creación de personajes en el juego, y se pueden cambiar el género, la altura, la figura, las armas y la apariencia física. Además, más de 300 personajes que no son jugadores aparecen en el juego, y todos ellos pueden ser reclutados para unirse al grupo del jugador. Los jugadores pueden crear vínculos especiales con estos personajes dándoles equipo. El fortalecimiento del vínculo también aumenta la fuerza del personaje.
Un nuevo sistema de batalla también se presenta en Hollow Realization, donde el equipo de cuatro jugadores lucha contra monstruos usando habilidades con la espada de una manera similar al juego original Sword Art Online. Los jugadores también pueden dirigir y recibir orientación de los miembros del grupo para colaborar para realizar estrategias y ataques de equipo. Los jugadores realizan ataques en cadena con los miembros del grupo usando un sistema "Switch" para una mayor producción de daño contra monstruos poderosos, incluidos ataques cargados y combos aéreos. Esto incluye "Monstruos con nombre", que son monstruos con una fuerza significativa que aparecen sin previo aviso. Ambientado en un "mundo más amplio", Hollow Realization presenta monstruos nuevos en la serie. Un sistema de curación en el juego permite que los personajes derrotados se reincorporen a la batalla mientras sus compañeros de equipo sigan luchando. El juego cuenta con multijugador en línea.
Hollow Realization dura aproximadamente de 30 a 40 horas; sin embargo, terminar el juego por completo, como subir de nivel al nivel más alto y completar todas las misiones, llevará al jugador aproximadamente de 70 a 100 horas. El juego tiene contenido descargable, incluido el paquete de expansión gratuito Fighters of the Blue Sky, con los personajes de Rain y Seven del juego Sword Art Online: Lost Song, una nueva función PvP y una historia adicional. El paquete de expansión pagado Shrine Maiden of the Abyss agrega tres capítulos adicionales.

## Sipnosis
Hollow Realization tiene lugar en Sword Art: Origin, una restauración de Aincrad titulada Ainground, con intenciones de investigación y desarrollo en el año 2026, tres años después del evento original de Sword Art Online. Sin embargo, a diferencia de Sword Art Online, Ainground es un piso grande, en lugar de múltiples, mientras que el castillo en sí fue rebautizado como Aincrad, donde se pueden combatir varios monstruos.
El personaje principal del juego es una IA de 14 años, conocida como Premiere, que viaja con Kirito. Aunque es parte del lanzamiento inicial del juego, un parche posterior modificaría su "vocabulario y personalidad" en el juego a un "personaje específico", basado en palabras clave en los tuits de Twitter como parte de una campaña promocional con el personaje. Estas conversaciones con los usuarios de Twitter determinarían su personalidad a lo largo del tiempo y, en última instancia, decidirían si se convertiría en una "chica buena" o una "chica mala" en el juego.
También aparecen otros personajes destacados de la franquicia como Asuna, Leafa, Sinon, Lisbeth y Silica.

## Desarrollo
El juego fue objeto de una campaña de prelanzamiento en el Tokyo Game Show 2015 en septiembre con el título provisional de SAO IV. Fue anunciado oficialmente en Dengeki Bunko Fall Fest por Bandai Namco el 3 de octubre. Según el productor de Bandai Namco Games, Yosuke Futami, el juego fue diseñado con la idea de que Kirito comenzara el juego en el nivel uno. Más tarde se anunció una fecha de lanzamiento occidental, y Hollow Realization se lanzará en Japón el 27 de octubre e internacionalmente el 8 de noviembre. El lanzamiento de Vita en América del Norte es solo digital.
Los jugadores que reservaron Sword Art Online: Hollow Realization a través de PlayStation Store en Japón obtienen un acceso anticipado de una semana a parte de la historia principal del juego. El juego cuenta con voces japonesas junto con subtítulos en inglés, francés, alemán, italiano y español. El tema de apertura es "Windia" de Luna Haruna. El tema final es "Two of Us" de Haruka Tomatsu. Una campaña publicitaria para el juego, titulada "Sword Art On-Nyaine", presentaba gatos jugando con juguetes pero con sonidos de Hollow Realization doblados sobre ellos.
Un DLC llamado Chapter 1: Explorer of Illusory Mists estuvo disponible a partir del 16 de mayo de 2017. El 21 de julio de 2017 se lanzó la segunda expansión con el título Chapter II: Tuner of Causality. El último contenido posterior al lanzamiento se lanzó el 26 de septiembre de 2017 cerrando la saga Abyss of the Shrine Maiden y se tituló Chapter III: The One Who Opposes God lanzado el 26 de septiembre de 2017.

## Recepción
Sword Art Online: Hollow Realization recibió críticas "mixtas o promedio", según el agregador de reseñas de videojuegos Metacritic. Ambas versiones de PlayStation 4 y PlayStaion Vita recibieron puntajes finales de 32/40 por Famitsu, siendo premiados con 9, 8, 7 y 8 por cuatro revisores individuales.